# Guillermo Hormazábal
Guillermo Hormazábal (sinh ngày 5 tháng 2 năm 1985 ở Talca, Chile) là 1 tay vợt tennis chuyên nghiệp. Anh từng vô địch thế giới U-16 vào năm 2001

## ATP Challenger & ITF Futures

### Danh hiệu đơn nam (6)
| Hệ thống               |
| ATP Challenger Series  |
| ITA Futures Series (6) |

| Số | Thời gian                | Giải đấu              | Mặt sân | Đối thủ trong trận chung kết | Tỉ số trận chung kết |
| 1. | 17 tháng 10 năm 2004     | Chile F5, Chile       | Đất nện | Pablo Galdón                 | 7–6, 7–5             |
| 2. | 12 tháng 11 năm 2007     | Chile F5, Chile       | Đất nện | Gaston Arturo Grimolizzi     | 6–0, 6–4             |
| 3. | 2 tháng 6 năm 2008       | Poland F4, Poland     | Đất nện | Grzegorz Panfil              | 6–1, 7–5             |
| 4. | ngày 17 tháng 7 năm 2008 | Italy F4, Italy       | Đất nện | Matteo Viola                 | 6–4, 3–6, 6–4        |
| 5. | ngày 2 tháng 2 năm 2009  | Colombia F1, Colombia | Đất nện | Alejandro González           | 6–7, 6–1, 6–4        |
| 6. | ngày 13 tháng 7 năm 2009 | Italy F19, Italy      | Đất nện | Simone Vagnozzi              | 7–5, 6–0             |

### Á quân đơn nam (7)
| Số | Thời gian                | Giải đấu                      | Mặt sân | Đối thủ trong trận chung kết | Tỉ số trận chung kết |
| 1. | ngày 14 tháng 8 năm 2006 | Poland F9, Poland             | Đất nện | David Novak                  | 6–1, 3–6, 3–6        |
| 2. | 23 tháng 10 năm 2006     | Chile F1, Chile               | Đất nện | Iván Miranda                 | 4–6, 6–7             |
| 3. | 20 tháng 11 năm 2006     | Chile F5, Chile               | Đất nện | Jonathan Gonzalia            | 2–6, 6–7             |
| 4. | 5 tháng 11 năm 2007      | Chile F4, Chile               | Đất nện | Marin Bradaric               | 4–6, 6–1, 3–6        |
| 5. | 24 tháng 8 năm 2008      | Italy F11, Italy              | Đất nện | Stefano Ianni                | 6–3, 3–6, 4–6        |
| 6. | 6 tháng 6 năm 2008       | Poland F2, Poland             | Đất nện | Grzegorz Panfil              | 6–3, 1–6, 4–6        |
| 7. | 1 tháng 1 năm 2009       | Challenger ATP Iquique, Chile | Đất nện | Máximo González              | 4–6, 4–6             |

## Liên kết khác
- Guillermo Hormazabal ATP Profile